# Serie 352 de Renfe
La Serie 352 de Renfe, antiguamente denominadas 2000-T, fue una serie de 10 locomotoras construidas por Krauss-Maffei, destinadas únicamente para tráfico de pasajeros, más concretamente, se encargaron para remolcar al Talgo III. Esta es una de las series de locomotoras que mejor resultado ha dado a Renfe, fueron entregadas en los años 1964 y 1965 y hasta la década de los 90 no se decidió su retirada. Retirada por otra parte que se daría de forma escalonada, al sobrar locomotoras se decidió no reparar las averías más graves de esta serie. De este modo la última de todas las locomotoras, que casualmente fue la primera entregada, la 352-001 aguantó hasta el año 2002, con lo que da un resultado de 38 años de servicio con más de 7 millones de kilómetros recorridos.

## Fabricación
Construidas en Alemania por Krauss-Maffei, poseen récord de velocidad de 200 km/h con la locomotora 352-005 (Ex. 2005T) Virgen del Carmen remolcando cuatro coches del Talgo III consegiido en la recta de Brenes, trayecto situado entre Sevilla y los Rosales. Actualmente se encuentran todas fuera de servicio, y desguazadas, salvo la 352.009 Virgen de Gracia que se preserva en la nave de Talgo de Las Matas en Madrid. Del resto de locomotoras (10 en total), tan sólo se conservan dos testeros.
El mayor o menor éxito reconocido a las anteriores composiciones Talgo II, indujo a Patentes Talgo a plantearse una necesaria ampliación de material rodante, que la RENFE le iba requiriendo, sobre todo en el período del ministro de Obras Públicas, Silva Muñoz, empeñado en dar a conocer nuestras excelencias ferroviarias con el Talgo III RD Madrid-París por Hendaya, gracias a la genialidad de poder adaptar los ejes de la composición al ancho internacional, por medio de un dispositivo que permitía desplazar axialmente las ruedas de los bogies. Era a mediados de los años sesenta, época de los Planes de Desarrollo tecnocráticos, que también amparaba a la familia de Patentes Talgo.
Pero antes se debe explicar que los Talgo II formaban una composición locomotora-coches compacta e inseparable, que a la larga presentaba grandes inconvenientes, ya que en las estaciones de origen y de destino habían de ubicarse necesariamnete vías en triángulo de inversión.
Con las composiciones Talgo III, este inconveniente se solucionaba al ser posible la segregación y la reversibilidad de la composición, siendo además la locomotora independiente de los coches. Y es aquí cuando entra de lleno la 2000T, encargada a la ya conocida Krauss-Maffei que sirvió 5 locomotoras a partir del año 1964, completándose el pedido con otras cinco unidades construidas bajo licencia por la B&W, en el año 1965.
Estas locomotoras, conocidas por algunos ferroviarios como las chatas, eran de cabina única, con lo que volvía a aparecer el problema de la reversibilidad, pero ahora afectando solamente a la máquina.

## Motor
Llevaban dos motores diésel Maybach de 1200 CV, 12 cilindros en V, a 1500 rpm, y capaces de ir a 140 km/h, lo cual constituyó todo un acontecimiento en las tradicionales velocidades arcaicas del momento. La transmisión, con un convertidor de par por cada motor y cuatro marchas, era del tipo hidromecánica. Esta limitación de velocidad aumentó a 160km/h cuando en 1986 Renfe decidió que la velocidad máxima subiese de 140 a 160 km/h.

## Masa
Su masa rondaba las 75 toneladas y eran capaces de dar un esfuerzo de tracción de 221 kN. Iban dotadas de un enganche Scharfenberg, que era el nexo de unión de las flamantes composiciones III, que desde el principio hasta el final de sus días lucen la combinación rojo-plata, en cierta manera emulando a los TEE europeos, con lo que se daba un aire de prestigio notable. 
El primer servicio de la 2000-T lo hizo el 20 de agosto de 1964, entre Madrid y Barcelona. Siendo la 352-003,(2003T) locomotora que más anduvo, puesto que estuvo en activo 37 años 8 meses y 2 días, marcando la cifra de 7,4 millones de kilómetros recorridos. Con estas locomotoras, no sabríamos decir si se entró en la modernidad del tren español o no. Aunque sí se puede establecer que se entró en una época de "récords" de velocidad, como el evento protagonizado por la 2005T entre Sevilla y Los Rosales, el 7 de junio de 1966, dónde alcanzó los 200 km a la hora. El último día de trabajo para las 352 llegó el 20 de mayo de 2002, quedando la 009 parada en Las Matas.

## Nombres
- 352-001 (2001-T) Virgen del Rosario
- 352-002 (2002-T) Virgen Peregrina
- 352-003 (2003-T) Virgen del Perpetuo Socorro
- 352-004 (2004-T) Virgen del Camino
- 352-005 (2005-T) Virgen del Carmen
- 352-006 (2006-T) Virgen Santa Maria
- 352-007 (2007-T) Virgen de la Almudena
- 352-008 (2008-T) Virgen de la Soledad
- 352-009 (2009-T) Virgen de la Gracia
- 352-010 (2010-T) Virgen de los Reyes